# Seqocrypta mckeowni
Espèce
Seqocrypta mckeowni est une espèce d'araignées mygalomorphes de la famille des Barychelidae.

## Distribution
Cette espèce est endémique de Nouvelle-Galles du Sud en Australie. Elle se rencontre dans le parc national Dorrigo.

## Description
La femelle holotype mesure 13 mm

## Étymologie
Cette espèce est nommée en l'honneur de Keith Collingwood McKeown (1892-1952).

## Publication originale
- Raven, 1994 : Mygalomorph spiders of the Barychelidae in Australia and the Western Pacific. Memoirs of the Queensland Museum, vol. 35, no 2, p. 291-706 (texte intégral).